# كنيسة الروم الملكيين الكاثوليك
كنيسة الروم الملكيين الكاثوليك أو كنيسة الروم الملكيين الكثليين هي كنيسة كاثوليكية شرقية مستقلة مرتبطة بشراكة تامة مع الكنيسة الكاثوليكية في روما بشخص رئيسها البابا. الموطن الأصلي لهذه الكنيسة هو الشرق الأوسط، وينتشر اليوم قسم من الروم الكاثوليك في بلاد المغرب، شأنهم في ذلك كشأن باقي مسيحيي الشرق. أمّا اللغة الطقسية الليتورجية لهذه الكنيسة فهي اللغة العربية.
لدى كنيسة الروم الملكيين الكاثوليك درجة عالية من التجانس العرقي، حيث تعود أصول الكنيسة في الشرق الأدنى، خصوصًا في سوريا ولبنان وإسرائيل والأراضي الفلسطينية. ينتشر الروم الملكيون الكاثوليك حاليًا في جميع أنحاء العالم بسبب الهجرة المسيحية والاضطهادات. في الوقت الحاضر تصل أعداد أتباع الكنيسة في جميع أنحاء العالم إلى نحو 1.6 مليون نسمة. وخارج الشرق الأدنى، نمت الكنيسة الملكانيّة أيضاً من خلال الزاوج المختلط والتحول الديني.
وفي حين أن التقاليد الطقوسية البيزنطية للكنيسة الملكانيّة الكاثوليكيّة تتشارك فيها مع التقاليد الأرثوذكسية الشرقية، إلاّ أنّ الكنيسة كانت جزءاً من الكنيسة الكاثوليكيّة منذ تأكيد اتحادها مع الكرسي الرسولي في روما عام 1724.

## معنى الاسم
لكل لفظة في اسم هذه الكنيسة دلالات معينة. فلفظة «الملكيين» وبالسريانية ܡܠܟܝܐ ملكويي Malkoyee أطلقت على المسيحيين في المشرق الذين قبلوا شرعية مجمع خلقيدونية التي أقرّها الإمبراطور البيزنطي مرقيانوس وذلك عام451 م. فأطلق عليهم إخوانهم السريان والأقباط اللاخلقيدونيون هذا الاسم إشارةً إلى أنهم يتبعون مذهب الإمبراطور أو الملك. وهذا الاسم لا يرتبط بشكل عام بجميع المجموعات الخلقيدونية.
لفظة الروم تدل على الانتماء لتراث الكنيسة الرومية البيزنطية. ومن هذه الناحية تختلف طقوسها وطبيعة بناء ليتوروجيتها قليلا عن بقية الكنائس الأرثوذكسية الشرقية.
لفظة الكاثوليك تدل بشكل عام على انتماء جماعة أو كنيسة ما إلى سلطة بابا روما وبطبيعة الحال تدل الكلمة أيضا على وحدة وشركة الكنيسة العالميّة{ الكاثوليكية الجامعة}. وقد كان القديس إغناطيوس النوراني أحد آباء الكنيسة الرسوليين أول من استعمل اصطلاح الكنيسة الكاثوليكية. ومن الملكيين مَن يعتبرون أنفسهم أقدمَ جماعة كاثوليكية.
في اللغات الأوربية تسمى هذه الكنيسة كنيسة اليونانيين الملكيين الكاثوليك Melkite Greek Catholic Church. لكن حبّذا لو سمّيَت "Melkite Byzantine Church " لأن المقصود هنا بلفظة (Greek) ليس اليونانيين بل البيزنطيين. ولعل خير دليل على ذلك أن المؤرخين العرب القدماء استعملوا تعبير «حروب الرّوم» وليس «حروب اليونانيين». ويفسر البعض ذلك بأن المصطلح «روم» بالعربية يُستعمل أحيانا للدلالة على اليونان.

## تاريخ الكنيسة
إن جذور هذه الكنيسة ترجع إلى الجماعات المسيحية المختلفة في بلاد الشام ومصر ويتسع نطاق سلطة بطريركها إلى ثلاثة كراسي بطريركية قديمة وهي أنطاكية والإسكندرية وأورشليم. ويمكننا أن ننظر إلى تاريخ هذه الكنيسة وعلاقاتها مع الكنائس الأخرى من خلال ثلاثة محاور رئيسية.
- المحور الأول هو التأثير السياسي الاجتماعي الذي خلفه مجمع خلقيدونية في القرن الخامس الميلادي على المجتمع المسيحي في الشرق الأوسط إذْ إنه سبب انقساما حادا بين الذين قبلوا مقررات المجمع والذين رفضوها.انّ الذين قبلوا مجمع خلقيدونية كانوا عمومًا من سكان المدن الهيلنستية المتكلمين باللغة اليونانية. ودُعُوا ملكيين من قِبل اللاخلقيدونيين الذين كانوا من سكان المدن الداخلية المتكلمة بالسريانية في سوريا وبالقبطية في مصر.
- المحور الثاني كان التحوّل الفجائيّ الذي غيّر منطقة الشرق الأوسط بكاملها بعد معركة اليرموك عام 636 م حيث انتقل الملكيون من هيمنة البيزنطيين ليخضعوا لسلطة العرب المسلمين الذين انتصروا في تلك المعركة.

ومع أن اللغة والثقافة اليونانية احتفظت بمكانتها خصوصًا عند الملكيين في مدينة أورشليم. إلا أن عادات وتقاليد الروم الملكيين انصهرت وذابت تدريجيا ضمن اللغة والثقافة العربية. وهذا أدى إلى تباعد بين بطريرك القسطنطينية رئيسِ الأرثوذكس الشرقيين الخلقيدونيين وأبناء رعيته من الملكيين الخاضعين للحكم العربي الإسلامي.
وابتداء من عام 1342 م نشط عمل الإرساليات الغربية الكاثوليكية في الشرق لا سيّما في مدينة دمشق. وكان لتعليمهم تأثير كبير على رجال الدين الملكيين ورعاياهم. ومع أنه لم يحدث في تلك الفترة انشقاقٌ حقيقيّ عن الكنيسة الأرثوذكسية إلا أن تلك التغيرات مهدت السبيل إلى بزوغ جماعة كاثوليكية في قلب الأرثوذكسية الشرقية.
- المحور الثالث كان انتخاب الأساقفة الملكيّين السّوريّين لكيرلس السادس الأنطاكي عام 1724 م في دمشق بطريركًا جديدًا لأنطاكية. ولمّا كان كيرلس هذا كاثوليكي الميول شعر بطريرك القسطنطينية إرميا الثالث بأن سلطته البطريركية عليهم قد تكون في خطر فأعلن أن انتخاب كيرلس السادس لاغ. وعين سيلفستروس وهو راهب يوناني ليحلّ محلّه على كرسي بطريركية أنطاكية. وقد أثار هذا الأخير رغبة الانفصال عند بعض الملكيين بسبب القوانين الكنسية الثقيلة التي فرضها عليهم. فآثروا الاعتراف بسلطة كيرلس السادس كبطريرك عليهم بدلا من سيلفستروس. وفي العام ذاته أي 1724 م رحب بابا روما المنتخب حديثًا البابا بندكت الثالث عشر رحب بكيرلس السادس كبطريرك أنطاكية الحقيقي والشرعي وقبله مع مَن تبعه من الروم الملكيين ككنيسة حقيقية في شركة تامة مع الكنيسة الكاثوليكية. وانطلاقًا من ذلك الحين أصبحت كنيسة الروم الملكيين الكاثوليك ذات كيان مستقل منفصل تمامًا عن بطريركية أنطاكية وسائر المشرق للروم الأرثوذكس الشرقيين.

## محطات هامة
لعبت كنيسة الروم الملكيين الكاثوليك دورا هامًّا في قيادة المسيحيين العرب. فقد كان قادتها دوما من المسيحيين الناطقين بالعربية، بينما اعتادت بطريركية أنطاكية وسائر المشرق للروم الأرثوذكس أن يقودها بطاركة قادمون من اليونان حتى عام 1899 م. وفي عام 1835م اعترفت السلطات العثمانية بالبطريرك مكسيميوس الثالث مظلوم بطريرك أنطاكية للروم الملكيين الكاثوليك كقائد ملة أي راعي طائفة دينية مميَّزة في الامبراطورية.
كما منح البابا غريغوريوس السادس عشر البطريرك مكسيميوس الثالث لقب بطريرك أنطاكية وسائر المشرق والإسكندرية وأورشليم وهذا اللقب الثلاثيّ لا يزال يحمله بطاركة هذه الكنيسة حتى يومنا هذا.
كان البطريرك غريغوريوس الثاني يوسف (1864-1897) معارضًا قويا لقضية العصمة الباباوية المطروحة آنذاك على البحث في المجمع الفاتيكاني الأول. وكان موقفه هذا ناجمًا عن يقينه بأن من شأن إعلان هذه العقيدة أن يسبب توترا كبيرًا في العلاقات القائمة بين الملكيين الكاثوليك وباقي المسيحيين الشرقيين. وهذا ما حدث فعلا. أمّا في المجمع الفاتيكاني الثاني فقد دافع البطريرك الملكيّ مكسيموس الرابع الصايغ دفاعًا حاسمًا عن التراث المسيحيّ الشرقي وبذلك نال احتراما كبيرا في صفوف الملكيين الأرثوذكس الذين حضروا ذلك المجمع بصفة مراقبين. وواصل خلَفُه البطريرك مكسيموس الخامس حكيم (1967-2000) مسيرة اسلافه في إقامة علاقات أخوية طيبة بين كنيسة الروم الملكيين الكاثوليك وسائرالكنائس المسيحية الأرثوذكسيّة الشرقية.
إنّ البطريرك الملكيّ الحالي هو يوسف الأول عبسي بطريرك أنطاكية وسائر المشرق والإسكندرية وأورشليم للروم الملكيين الكاثوليك. ومقرّه الرسميّ في حارة الزّيتون - الباب الشّرقيّ - بالعاصمة السورية دمشق.
ويبلغ تعداد أبناء هذه الطائفة قرابة 1350000، ويقال أن أكثر من نصفهم يقيمون في بلاد الاغتراب.

## لائحة بطاركة الروم الملكيين الكاثوليك
- كيرلّس السادس طاناس:1724 - 1760
- مكسيموس الثاني حكيم:1760 - 1761
- ثيودوسيوس الخامس دهان:1761 - 1788
- أثناسيوس جوهر: 1788 - 1794
- كيرلّس السابع سياج: 1794 - 1796
- أغابيوس الثاني مطر: 1796 - 1812
- إغناطيوس الرابع صرّوف:1812
- أثناسيوس الخامس مطر:1813
- مكاريوس الرابع الطويل:1813 - 1816
- إغناطيوس الخامس قطّان: 1816 - 1833
- مكسيموس الثالث مظلوم: 1833 - 1855
- أكليمنضوس بحوث: 1856 - 1864
- غريغوريوس الثاني يوسف: 1864 - 1897
- بطرس الرابع جريجيري: 1898 - 1902
- كيرلّس الثامن جحا: 1902 - 1916
- ديمتريوس قاضي: 1919 - 1925
- كيرلّس التاسع مغبغب: 1925 - 1947
- مكسيموس الرابع الصايغ: 1947 - 1967
- مكسيموس الخامس حكيم: 1967 - 2000
- غريغوريوس الثّالث لحّام: 2000-2017
- يوسف الأوّل عبسي:2017

## الكراسي البطريركية الملكيّة

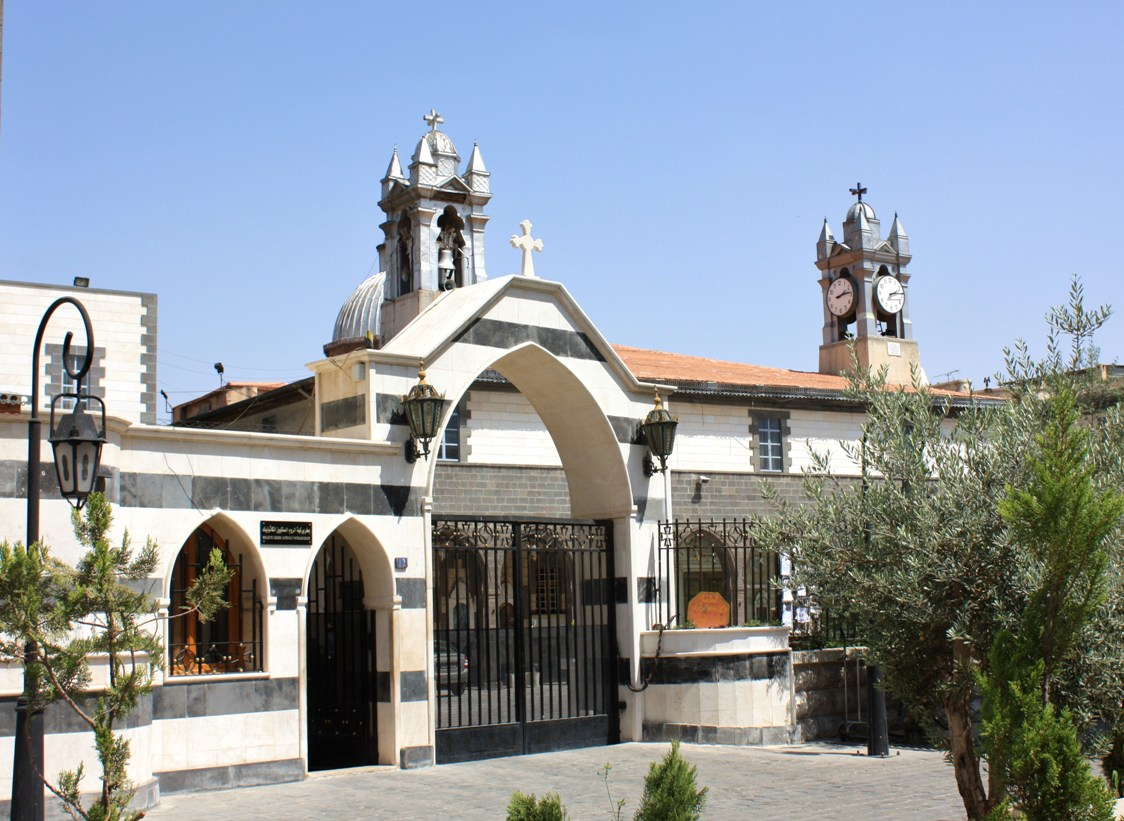
كاتدرائية سيدة النياح وتعرف أيضًا باسم «كنيسة الزيتون» وتعتبر مقر كنيسة الروم الملكيين الكاثوليك في العالم، وتقع في باب شرقي بدمشق القديمة.

انظر أيضا: أبرشية دمشق للروم الملكيين الكاثوليك
الكرسي البطريركي الانطاكيّ - دمشق
نبذة تاريخية:
كانت أنطاكية تُدعى «ثيوبوليس» أي «مدينة الله». وقد أسّسها «سيلوكوس» في 22 أيار (مايو) سنة 300 قبل الميلاد، وأعلنها عاصمة لسورية اليونانيّة، وأسماها «أنطاكية» وفاء لذكرى والده «أنطيوكس». وفي أيّام «السلوقيين»، بلغت أنطاكية قمّة ازدهارها، إذْ جعلها الوالي الروماني العام، مقرّ إقامته، وكانت تابعة مباشرة لإمْرة القيصر.
كما كانت أنطاكية المدينةَ الكبرى الثالثة في الإمبراطوريّة الرومانيّة، بعد روما والإسكندريّة. وكانت عاصمة لولاية الشرق. وفيها أسس القديس بطرس كرسيّه، عام 36م. وكانت تضمّ في مطلع القرن الخامس تحت سلطتها القضائية مئة وثلاثة وخمسين أسقفًا. وهي موطن القديس يوحنا الذهبيّ الفم.
وبعدما احتلّها الصليبيّون عام 1098، اضطرّ البطريرك الملكيّ يوحنا الرابع، على مغادرتها. ومنذ ذلك الحين أقام البطاركة الأنطاكيّون في القسطنطينيّة، حتى عام 1268، تاريخ احتلال أنطاكية على يد السلطان المملوك بيبرس الأوّل الذي دمّرها. وفيما بعد تمّ استبدالها بدمشق في عهد البطريرك باخوميوس، بين عامي 1375 و1386. وصاحب الغبطة غريغوريوس الثّالث لحّام هو البطريرك الأنطاكيّ الثّاني بعد المئة والسبعين، في خلافة القديس بطرس، كما أنه البطريرك الحادي والعشرون منذ استقلال كنيسة الروم الملكيّين الكاثوليك عام 1724.
 في عام 2010 كان يتبع الأبرشية حوالي 150,000 روم كاثوليكي يقطنون في مدينة دمشق وضواحيها.
مقرّ البطريركيّة الأنطاكيّة في لبنان
1-مقر عين تراز البطريركي قرب عاليه - الشوف - لبنان
كان مقرّ عين تراز، الذي بناه البطريرك أغابيوس الثالث مطر، معدًّا ليكون مدرسة إكليريكيّة للروم الملكيّين الكاثوليك. فاعتُمد كمدرسة إكليريكيّة خلال فترات الهدوء التي تخلّلت القرن التاسع عشر. وقد نهبه الدروز في 1841 و1845، ثم أعيد فتحه في 1870.
وانتهت الحاجة إلى عين طراز كمدرسة إكليريكيّة، بعد إنشاء إكليريكيّة القديسة حنّة في القدس. وتكرّرت المحاولات، منذ 1870 حتى 1940، لجعل عين تراز إكليريكيّة للدعوات المتأخرة ولإعداد المتزوجين للكهنوت.
وبقيت عين تراز من 1948إلى ا98ا المقر البطريركي الصيفي المفضَّل نظرًا لجودة مناخها وما ينطوي عليه المقرّ من معدّات كالمكتبة، والتجهيزات المتقدّمة لاجتماعات السينودس المقدّس التي أصبحت سنوية في عهد البطريرك مكسيموس الرابع منذ 1948. وكارئيس المقرّ، المطران نقولاوس الحاج، المعاون البطريركيّ، يشرف شخصيًّأعلى استضافة الوافدين.
ولكن لسوء الطّالع تكبّدت عين تراز أضرارًا جسيمة عندما نشبت المعارك الّدّامية حولها للمرّة الثّانية عام 1982، فتعرضت للنهب والإحراق وتعذّر الوصول إليها. ومُنيَت بخسائر لا تقدّر بثمن، منهاضياع المكتبة والمحفوظات البطريركية التي كان الطيّب الذّكر النّائب البطريركيّ المطران بطرس كامل مدوّر قد خصّها بعنايته الفائقة...
2- مقر الربوة - قرب أنطلياس – المتن- لبنان.
تمّ إنشاؤه عام 1977 كمقرّ بطريركي ليحلّ محلّ عين تراز. وفيه تُعقد اجتماعات السينودس وشتّى المؤتمرات، فضلاً عن أنه يستضيف المدرسة الإكليريكيّة الكبرى في جناح خاص.
والجدير بالذكر أن أكبر تجمّع للروم الملكيين هو زحلة في لبنان وخبب في سورية (مقرّ مطران حوران).
وفي جوارها خصّصت البطريركية الملكيّة قطعة أرض واسعة لبناء عدد كبير من المساكن لذوي الدخل المحدود، وذلك عام 1987.
الكرسيّ البطريركيّ الإسكندريّ لمصر والسودان
انظر أيضا: الكرسي البطريركي الاسكندري للروم الكاثوليك
- نبذة تاريخيّة:

تشمل هذه الأبرشيّة مصر والسودان وليبيا، وفيها تسعة آلاف من الروم الملكيّين الكاثوليك تقريبًا، علمًا أنّ مجموع عدد السكان يبلغ نحو 131 مليون نسمة (منهم 82 مليونًا في مصر و43 في السودان و6 في ليبيا)
ويفيد التقليد أنّ القديس مرقس الإنجيليّ، كان أوّل أسقف على الإسكندريّة. والقديسان أثناسيوس وكيرلس لمعا، بنوع خاص، عندما شغل كلّ منهما هذا الكرسيّ. فلعب الأول دورًا هامأ في المجمع المسكوني النيقاويّ الذي عُقد سنة 325 إذْ شارك فيه واستبسل في الدفاع عن تعليه. وكان الثاني كوكبًاساطعًا في مجمع أفسس سنة 431.
وفي سنة 1772، أصبح بطريرك أنطاكية مدبرًا للملكيّين في الإسكندريّة، حسبما جاء في الوثيقة البابويّة «كرامة الشرقيين» Orientalium Dignitas.
وعندما اعتلى مكسيموس الثالث مظلوم سدّة بطريركيّة أنطاكية وسائر المشرق، عام 1833 انتعشَت أبرشيّة الروم الملكييّن الكاثوليك في الإسكندريّة إذْأصبحت تنعَم بكيانٍ ذاتيّ.
ومع ما لهذه البطريركيّة من ماض مجيد، فإنّ عدد مؤمنيها الذي كان يبلغ 35,000 نسمة عام 1940، هبط كثيرًا نظرًا لتزايد الهجرة من منطقة الشرق الأوسط إلى بلاد الاغتراب.
الكرسي البطريركيّ في أورشليم
- نبذ ة تاريخية:

إنّ اسم أورشليم في أصله العبريّ/الآراميّ يعني «مدينة السلام». وهي معروفة بألفاب كثيرة منها: القُدس وبيت المقدس والمدينة المقدسة وأمّ الكنائس. كان أسقفها الأوّل القديس يعقوب الملقّب بأخي الربّ (33 - 62م تقريبًا). ومن أشهر أساقفتها، على توالي الحقب: القديس كيرلّس الأورشليميّ (313 - 386م)، والقديس صفرونيوس (560 -638م) وهو الذي تفاوض والخليفة عمر بن الخطّاب لتى سليم المدينة سلميًّاعام 637م.
وفي سنة 1776، عيّنت رومة البطريك ثيوذوسيوس دهّان «مدّبرًا للملكيّين في أورشليم». ولكن في عام 1838 أصبح البطريرك مكسيموس الثالث مظلوم، يحمل لقب بطريرك أورشليم، إضافةً إلى أنطاكية وسائر المشرق والإسكندريّة.

## الأبرشيّات الملكيّة في لبنان
أنظر أيضا: قائمة كنائس الروم الملكيين الكاثوليك في لبنان
أبرشية بعلبك وتوابعها

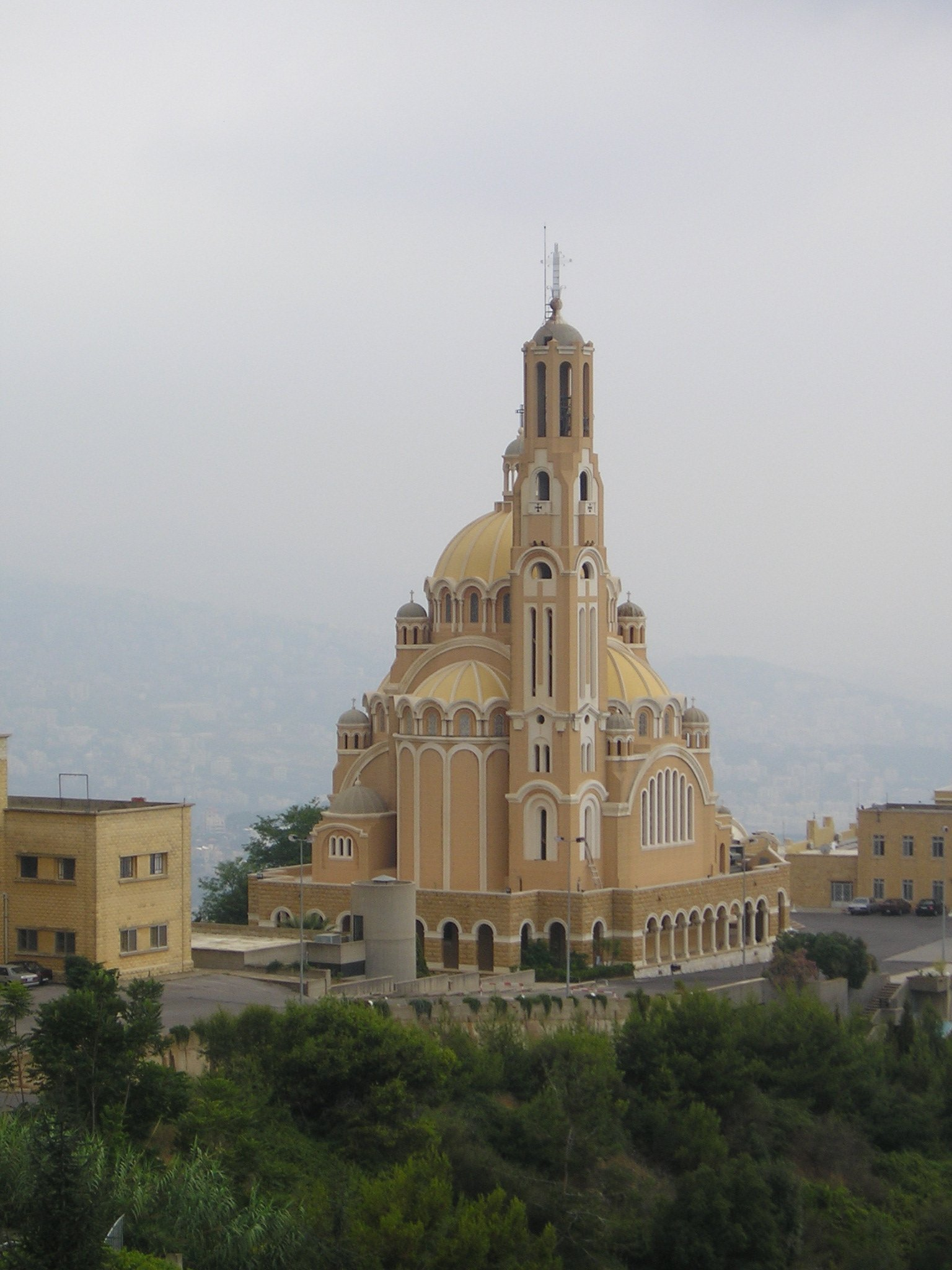
بازيليكا القديس بولس، في حريصا.

انظر أيضا: أبرشية بعلبك للروم الملكيين الكاثوليك
- نبذة تاريخيّة:

تمتد أبرشيّة بعلبك للروم الكاثوليك في موازاة الجبل الشرقي من شمال سهل البقاع. وذلك من حدث بعلبك جنوبًا، إلى بلدة القاع شمالاً. وقدكان عدد مؤمنيها عند بدء الأحداث اللبنانيّة عام 1975، يبلغ عشرين ألفًا. لكنّه تضاءل بنسبة الثُلث تقريبًا بسبب الهجرة سواء إلى بيروت وضواحيها أم إلى بلاد الاغتراب. وهم يتوزّعون بين بعلبك والقرى الآتية: القاع ورأس بعلبك والفاكهة وجديدة الفاكهة وعين بورضاي والطيبة ومجدلون وحدث بعلبك، والعين وإيعات وسرعين.
مدينة بعلبك: تُعدُّ بعلبك من المدن العريقة في القِدَم. وقد لعبَ الخيال دوره في تحديد أصولها. فقيل إنّها سبقت أيّام نوح والطوفان وإنّ قلعتها العظيمة هي أقدم ما بَنَتْهُ يد الإنسان في الأرض. واعتقد آخرون، ومنهم العرب، أنّ إبراهيم أبا الآباء، ملكَ في دمشق وضواحيها، وأقام في بعلبك. وكذلك القول في عددٌ من الأنبياء والأجداد الأوّلين. وذهب بعضُهم إلى أنّ آدم خُلق في بعلبك. وكلُّ هذا يدلّ على أنّ هذه المدينة قديمة، وقديمة جدًّا.
اسم مدينة بعلبك: إتّفق المؤرّخون على معنى كلمة بعلبك وعلى أنّ دلالتها واحدة، سواء في اليونانية أو السريانيّة أو العربية. فجميعهم نسبوها إلى البَعل، إله الفينيقيين. فهي مدينة البعل، نسبةً إلى هيكل البعل الذي بناه فيها الفينيقيّون. وكتاب التَلمُود (أي مجموعة العقائد اليهودية التي كان الكتبة يعلّمونها للشعب)، كان يسمّيها بعلبكى. وجاء اسمها في السريانيّة «بعل بقعوتو» أي بعل البقاع. وقد عرّبه العرب فأصبح بعلبك. وأبدل اليونان اسم المدينة بهليوبوليس (أي مدينة الشمس) لأنّ البعل هو إله الفينيقيين.
المسيحيّة في بعلبك: حلّت المسيحيّة في بعلبك محلّ الوثنيّة في بداية العهد المسيحيّ. وقد ذكر السنكسار اليونانيّ (قصص القديسين)، أنّ هذه المدينة، كانت مقرًّا للأسقفيّة في أوائل القرن الثاني للميلاد، وكان اسم أسقفها، إذ ذاك ثيودوتس. ولكنّ الأرجح ما جاء في كتاب المؤرّخ أوسابيوس، من أنّ أوّل أسقف أقام له مقرًّا أو مطرانيّة في بعلبك، كان في عهد الإمبراطور قسطنطين الكبير (306- 337).
الكنائس في بعلبك: بعد أن اهتدى الإمبراطور قسطنطين الكبير، من الوثنيّة إلى المسيحيّة، بنى في ما بنى في الشرق من كنائس فخمة، كنيسة بين هياكل قلعة بعلبك. جاء هذا في كتاب المؤرّخ أوسابيوس (265- 340) وفي كتاب (تاريخ الدول) للمؤرّخ أبي الفرج. ثمّ حوّل الإمبراطور تيودوسيوس (379- 395) هيكل هليوبوليس الوثنيّ في قلعة بعلبك إلى كنيسة تزال آثارها قائمة في وسط البهو الكبير، أمام مدخل هيكل جوبيتر.
كنيسة البربارة الحاليّة: إنّ كاتدرائيّة الروم الكاثوليك الحاليّة في بعلبك، والمعروفة بكنيسة البربارة، قد أطلق عليها اسم الشهيدتين بربارة وتقلا. وقد اكتمل بناؤها في مواجهة القلعة في عهد المطران أغابيوس المعلوف سنة 1897. وفوق مدخل الكنيسة حجر منقوش يثبت ذلك.
وإلى جوار الكاتدرائيّة، معبد أقدمُ منها، يعود تاريخه إلى سنة 1830، أقامه المطران أثناسيوس عبيد. وقد نُقش على اللوحة الحجريّة القائمة فوق مدخله، ما يأتي:
لدى بربارة العظمى وتقلا غدا أثناسيوس قرير عين
بمسعاهُ المؤرّخ جاء بيتٌ له ثبت الجمال بشاهدين
سنة 1830
وإلى جوار هذه الكنيسة، مبنى المطرانيّة القديم، الذي بُنى في التاريخ ذاته. أمّا نسبة كاتدرائية الروم الكاثوليك في بعلبك إلى القديسة بربارة، فلها جذور قديمة في التاريخ. فقد سبق أن حوّل المسيحيّون الأقدمون، قبل الفتح الإسلامي، إلى كنيسة باسم القديسة بربارة هيكل الزهرة (فينوس)، الكائن إلى الجنوب الشرقيّ من القلعة. وهو أصغر هياكل بعلبك، ولكنه أروعها من حيث الهندسة والزخرف. ولا تزال رسوم مسيحيّة وصلبان ظاهرةً على جدران هذا الهيكل.
ويذكر التقليد أنّ بربارة وُلدت واستشهدت في بعلبك. وما زال أهالي بعلبك والمنطقة، من مسيحيين ومسلمين، يطلقون على هذا الهيكل اسم البربارة.
وفي بعلبك كنيستان أخرى ان أكثر حداثة، أُغلقتا مؤقّتًا بسبب الأحداث. إحداهما للروم الأرثوذكس والأخرى للموارنة.
وقد كانت أبرشيّة بعلبك تابعة لكرسيّ دمشق الأسقفيّ، كما كانت أبرشيّة حمص وحماه ويبرود. ثم انفصلت وأصبحت مستقلّة في أواسط القرن التاسع عشر.
- رعايا وكنائس أبرشيّة بعلبك:

رعيّة البربارة-بعلبك/
رعيّة الفاكهة للقديس جاورجيوس/
رعيّة جديدة الفاكهة للقديس جاورجيوس/
رعيّة رأس بعلبك للقديسين بطرس وبولس والقديس ليان/
رعيّة حدث بعلبك للنبيّ العظيم إيليّا/
أبرشيّة طرابلس وعكّار للروم الملكيين الكاثوليك
انظر أيضا: أبرشية طرابلس للروم الملكيين الكاثوليك
- نبذة تاريخيّة:

-لكرسيّ طرابلس عراقة في التاريخ الكنسيّ، إذ نجد توقيعًا لأسقف هذه المدينة في ذيل أعمال
مجمع نيقية، عام 325
-قبل 1960كانت أبرشيّة طرابلس تضمّ. علاوة على المدينة وقضاء عكّار، المناطق السوريّة التي تتألف منها اليوم أبرشيّة اللاذقيّة.
-أوّل مطران للأبرشيّة، هو المطران يوسف دوماني. الراهب المخلصيّ، المولود في دمشق، سنة 1849. رسم أسقفًا للأبرشيّة، في آذار 897ا.
- في السينودس المقدّس المنعقد، في آب 1969، سُلخ قضاء البترون عن أبرشيّة بيروت وجبيل، وألحق بأبرشيّة طرابلس التي تشمل الآن محافظة الشمال كلّها، من جسر المدفون حتى النهر الكبير.
-قبل المطران يوسف دوماني، كان يرعى شعب الأبرشيّة نائب بطريركيّ. أكان أسقفًا كالمطران أثناسيوس توتونجي (1835) والمطران بولس مسدّية (1880) أو أرشمندريتًا كالأرشمندريت كيرلس كفوري.
- كاتدرائية طرابلس تقع في حيّ الزهريّة، بناها على اسم القديس جاورجيوس (1835) البطريرك مكسيموس الثالث مظلوم، في عقار اشتراه حنا بك البحري، أحد كبار معاوني إبراهيم باشا.
- الكنائس والرعايا في أبرشية طرابلس:

كنيسة سيدة البشارة-الميناء/
كنيسة القديس يوسف-منيارة-عكار/
كنيسة سيدة النجاة-عكار/
كنيسة القديس جاورجيوس-عدبل-عكار/
كنيسة الصليب المقدّس-عكار/
كنيسة سيدة السلام-عيدمون-عكار/
كنيستي سيدة البشارة والقديس سمعان العامودي-دوما-البترون/
أبرشية بيروت وجبيل وتوابعهما للروم الملكيين الكاثوليك
انظر أيضا: أبرشية بيروت وجبيل للروم الملكيين الكاثوليك
- نبذة تاريخيّة:

كانت أبرشية بيروت حتى القرن الخامس خاضعة لكرسيّ صور، لكنّ المجمع المسكونيّ الرابع، المنعقد في خلقيدونيّة سنة 451 فصلها عن صور وأعلنها متروبوليتية. وعلى أثر انقسام البطريركيّة الملكيّة الأنطاكيّة إلى فرعين كاثوليكيّ وأرثوذكسيّ سنة 1724، انقسمت أبرشيّة بيروت الملكيّة بدورها إلى فرعين مستقلّين. بيد أنّ الفرع الكاثوليكي يعود تاريخه رسميًّا إلى سنة 1736.
أما أبرشية جبيل التي كانت على غرار أبرشية بيروت خاضعة لكرسي صور، فقد مرّت عبر تاريخها في المراحل التالية:
-في القرون الستة الأولى كانت مستقلّة عن بيروت. وقد حفظ لنا التاريخ أسماء سبعة من أساقفتها، هم: يوحنا مرقس، اوثاليوس سنة 308، باسيليوس الذي حضر المجمع المسكوني الثاني سنة 381، باناتيوس الذي ذهب إلى انطاكية سنة 448 واجتمع بالبطريرك دومنس، اكويلينوس الذي حرمه أتباع أوتيخا في مجمع أفسس اللاشرعي سنة 449، روفينوس الذي وقّع على أعمال المجمع المسكوني الرابع سنة 451، ثاودوسيوس الذي وقّع أعمال المجمع المسكوني الخامس سنة 553.
- من القرن 6حتى 18 ضمّت إلى بيروت
-1768-1779 فُصلت عن بيروت وعيّن عليها المطران ديمتريوس قيومجي
- 1779-1798 ضمّت إلى بيروت بعد وفاة المطران قيومجي
-1798- 1802 فُصلت مجدّدًا عن بيروت وعيّن عليها المطران اكليمنضوس بيدروس
-1802 ضُمّت إلى بيروت بعد وفاة المطران بيدروس ولا تزال حتى اليوم.
والجدير بالذكر أن الدار الأسقفية والكنيسة الكاتدرائية في جبيل ما زالتا قائمتين حتى منتصف القرن التاسع عشر في عهد المطران أغابيوس الرياشي متروبوليت بيروت.
- الكنائس والرعايا التابعة لأبرشية بيروت وجبيل:

سيدة الانتقال-الأشرفيّة/
كنيسة المخلص-السوديكو-الأشرفيّة/
كنيسة سيدة الساحل-انطلياس/
دير الميلاد المقدس-اللقلوق/
كنيسة سيدة النياح-بتغرين/
كنيسة القديس جاورجيوس-بحمدون/
كنيسة سلطانة الملائكة-البدوي/
كنيسة سيدة النهر-برج حمود/
كنيسة سيدة الانتقال-برمانا/
كنيسة النبي إلياس-بسكنتا/
كنيسة سيدة البشارة-بعبدا/
كنيسة الملاك ميخائيل-بعبدات/
كنيسة القديس جاورجيوس-بكفيا/
كنيسة سيدة المعونات-بولونيا/
كنيسة القديس يوسف-بيت شباب/
كنيسة القديسة ريتا-جبيل وجوارها/
كنيسة يوحنا المعمدان-جسر الباشا/
كنيسة الصليب المقدس-جعيتا/
كنيسة القديس يوسف-الجعيتاوي/
كنيسة سيدة النياح-الجوار/
كنيسة القديسين قسطنطين وهيلانة-جونيه/
كنيسة القديس يوحنا الحبيب-حازمية/
كنيسة القديس جاورجيوس-حبرمون/
كنيسة سيدة النجاة-الحدث/
كنيسة سيدة البشارة-الحدث/
كنيسة القديسين بطرس وبولس-حريصا/
كنيسة يوحنا المعمدان-حمانا/
كنيسة القديسين بطرس وبولس-الحمرا/
كنيسة النبي إلياس والقديس جاورجيوس والقديس نيقولاوس (الدير)-الخنشارة/
كنيسة النبي إلياس-الدكوانة
كنيسة يوحنا الحبيب-الداشونية/
كنيسة سيدة العناية-الدورة/
كنيسة القديس جاورجيوس-ذوق مكايل/
كنيسة القديس باسيليوس-ذوق مصبح/
كنيسة القديسة حنة-الرابية والربوة/
كنيسة القديس يوحنا فم الذهب-رأس النبع/
كنيسة سيدة البشارة-رومية المتن/
كنيسة النبي إلياس-زبوغا/
كنيسة سيدة البشارة-زقاق البلاط/
كنيسة سيدة الحماية-سن الفيل/
كنيسشة القديس جاورجيوس-الشبانية/
كنيسة دير القيامة-شبروح/
كنيسة مار بطرس-الشوير/
كنيسة سيدة الخلاص-الشياح/
كنيسة دير المخلص-صربا/
كنيسة القديس نيقولاوس-الصفرا/
كنيسة القديس جاورجيوس-الضبيه/
كنيسة المخلص-ضهور الشوير/
كنيسة سيدة الانتقال-عاليه/
كنيسة سيدة الحنان-عجلتون/
كنيسة القديس أنطونيوس-العكاوي/
كنيسة القديسة تريزيا الطفل يسوع-عين السنديانة/
كنيسة النبي إلياس-عين الصفصاف/
كنيسة الصليب الكريم-عين القبو/
كنيسة النبي إلياس-عين كسور/
كنيسة القديس جاورجيوس-فالوغا/
كنيسة مار سمعان العامودي-الفردوس-سد البوشريّة/
كنيسة سيدة المعونة الدائمة-فرن الشباك/
كنيسة سيدة الرجاء-الفنار/
كنيسة القديس ديمتريوس-كفرتيه/
كنيسة سيدة النياح-كفرذبيان/
كنيسة القديسة تقلا-كفرشيما/
كنيسة سيدة النياح-كفر عقاب/
كنيسة القديس أنطونيوس-المتين/
كنيسة القديسة ريتا-منصورية المتن/
كنيسة الملاك ميخائيل-نابيه/
كنيسة القديس سمعان العامودي-وادي الكرم/
أبرشية صيدا ودير القمر وتوابعهما للروم الملكيين الكاثوليك
- نبذة تاريخية:

تمتدّ أبرشيّة صيدا ودير القمر على الساحل اللبنانيّ، من نهر الدامور شمالاً وحتّى نهر القاسميّة جنوبًا، وشرقًا حتى مرتفعات سلسلة لبنان الغربيّة. وتطال صيدا المدينة وجوارها ومناطق: الزهراني والنبطيّة وجزين وإقليم التفاح والشّوف وإقليم الخروب. مساحتها 1300كلم مربع. وقبل التهجير والنزوح كان عدد أبناء الأبرشيّة نحو 40 ألف نسمة.
دخلت المسيحيّة منطقة صيدا والجنوب اللبنانيّ، منذ فجر المسيحيّة. فالسيّد المسيح نفسه «زار تخوم صور وصيدا» وفيها أجرى بعض معجزاته. وقد ورد في إنجيل متّى، الفصل الخامس عشر: «ثم خرج يسوع من هناك وانصرف إلى نواحي صور وصيدا». وفي إنجيل مرقس الفصل الثالث، فقرة 8: «انصرف يسوع مع تلاميذه وتبعه جموع كثيرة من الجليل، وسمع جمع كثير من أورشليم وأدوم وعبر الأردنّ ومن ضواحي صور وصيدا بكلّ ما صنع فأقبلوا إليه». وفي منطقة صيدا شفى
ابنة المرأة الكنعانيّة، وعنها قال: «عظيم إيمانك يا امرأة فليكن لك ما تريدين، فشفيت ابنتها من تلك الساعة» (متى 15/28).
وفي القرون الأولى للمسيحيّة، بنيت كنيسة على اسم الكنعانيّة في صيدا تخليدًا لهذه الأعجوبة، وكان يزورها الحجّاج في طريقهم إلى القدس في الحيّ المعروف اليوم باسم «الكنان».
وكرز رسل المسيح في مدينة صيدا وجوارها، في طريقهم من القدس إلى أنطاكية، وأسسوا الجماعة المسيحيّة الأولى، وأقاموا عليها راعيًا، كالعادة الجارية في ذلك الزمن. والدليل على وجود الكنيسة في القرن الأول في صيدا، ما جاء في سفر أعمال الرسل، فصل 27، فقرة 2، عندما رفع بولس الرسول دعواه إلى القيصر، اقتيد مكبّلاً بالسلاسل من فلسطين إلى ر وما: «فركبنا سفينة من أزمرتي (ميناء في فلسطين قرب عكا) وأقلعنا. وفي الغد وصلنا إلى صيدا، فأذن القائد الرومانيّ» يوليوس«لبولس، وكان يعامله في رفق، أن يذهب فيرى أصدقاءه ويحصل على عناية منهم». وهكذا استضافت جماعة الكنيسة الأولى، في صيدا، بولس الرسول، نحو سنة 58م. لم يحفظ لنا التاريخ معلومات مفصّلة عن الحضور المسيحي في صيدا والجوار، لأن سجلات المدينة أتلفت مع الزمن، لما أصاب المنطقة من دمار وحريق في الزلازل والحروب والغزوات. أما أسماء أساقفة صيدا التي وصلت إلينا، فهم الذين اشتركوا في المجامع المسكونيّة الأولى، وفي المؤتمرات العالميّة أو الإقليميّة، وحفظ لنا المؤرّخون تواقيعهم، أو الذين اشتهروا بقداسة السيرة أو بعلمهم الغزير، وقد ذكرهم بعض المؤرخين وهم:
- زنوبيوس: مطران صيدا في أواخر القرن الثالث، رأس كنيسة صيدا، من أعظم الشخصيات الدينيّة والعلميّة في زمانه. ألّف كتاب «سورية المقدّسة»، ومات شهيد الإيمان سنة 303.
- ثاوذورس: ورد اسمه في عداد المطارنة الذين اشتركوا في المجمع المسكونيّ الأول سنة 325م، الذي عُقِد في نيقيا.
- أمبفوريون: بحسب المؤرّخ نيكيطا، كان مشايعا لآريوس الذي حرمه المجمع المسكونيّ الأوّل.
- بولس: اشترك في المجمع المسكونيّ الثاني في القسطنطينيّة (381)
- لاونديوس: اشترك في المجمع المسكونيّ الثالث، في أفسس (431)
- داميانوس: اشترك في المجمع المسكونيّ الرابع، في خلقيدونيا (451)
- بيغاس: وقّع مع ذوروثاوس، مطران صور وأساقفة فينيقيا، رسالة مجمعيّة محليّة، ورفعوها إلى الملك لاون الكبير، سنة 458.
- أوسابيوس: وقّع أعمال المجمع المسكونيّ الخامس، (553). وسنة 512، عقد مجمعًا محليًّا في صيدا، اشترك فيه 80 أسقفًا.
- بعد الفتح العربيّ:
في هذه الفترة قلّما بلغتنا أخبار عن مطارنة صيدا. ولكن، حوالي القرن التاسع، يبرز اسم بولس الراهب، أسقف صيدا. ولد في أنطاكية، ثمّ ترهّب، وسيم أسقفًا على مدينة صيدا. وكان عالمًا كبيرًا وترك كتابات كثيرة فيّمة بالّلغة العربيّة. وتوفي في صيدا.
في العصر الحديث:
إن مجيء الإفرنج تحت راية الصليب، أساء للحضور المسيحيّ في هذه المنطقة، فبعد انكسار الصليبيين ورحيلهم عن بلادنا وخراب آخر معقل لهم في عكا، سنة 1291م، تقلّص الوجود المسيحيّ في المنطقة. لأنّ قبضة المماليك كانت قاسية. وعندما تولّى الأمير فخر الدين المعنيّ الكبير، حكم البلاد في القرن السادس عشر، واشتهر بتسامحه الدينيّ، عاد وكثُر عدد المسيحيين في صيدا وجوارها وفي الشّوف، خاصة من الذين هاجروا إليها من شماليّ لبنان وطرابلس والكورة وعكّار ومن حوران والشام، وكان أكثرهم رجال أعمال وتجارة وصناعة حرفيّة وزراعة، وفيهم «أصحاب كلام». وقد التمسوا من الأمير إذنًا لإقامة مطران عليهم، أسوة بأهل طرابلس. وتمّ الاتفاق مع الأمير فخر الدين وبرضى بطريرك الروم الانطاكيّ يواكيم زيادة، على اختيار أغناطيوس عطية، كاتب الأمير الخاص، أسقفًا على صور وصيدا معًا، وأن يجعل إقامته في صيدا وفي دير القمر. وقد تمّت سيامته حوالي سنة 1604م. ومنذ ذلك التاريخ، تتابعت سلسلة أساقفة صيدا، دون انقطاع إلى يومنا هذا.
وفي القرن الثامن عشر تكاثر عدد المسيحيين في عهد المطران افتيموس الصيفي (1643-1723)، الذي سيّم مطرانًا على صيدا سنة 1682، وكانت له صداقات متينة مع حكّام البلاد ومشايخ المسلمين في صيدا والجنوب ومع أمراء ومشايخ الدروز في الشوف. وهذه الصداقات سهّلت على المطران الصيفي، في تلك الأيام الصعبة، أن يبني ويؤسس دير المخلص ويجلب مسيحيين جددًا.
- الكنائس والرعايا التابعة لأبرشيّة صيدا ودير القمر:

كاتدرائيّة القديس نيقولاوس-صيدا/
كاتدرائيّة مار إلياس-دير القمر/
كنيسة القديس جاورجيوس-الميه وميه/
كنيسة النبي إلياس-رشميا/
كنيسة الرسول توما -برتي/
كنيسة القديس باسيليوس-عين الدلب/
كنيسة ميلاد السيدة-القرية/
كنيسة القديسة تقلا-وادي الليمون/
كنيسة النبي ايليا-الحسانية/
كنيسة إبراهيم أبو الآباء-جنسنايا/
كنيسة سيدة الانتقال-النبطيّة/
كنيسة سيدة الانتقال-مغدوشة/
كنيسة القديس جاورجيوس-جرجوع/
كنيسة انتقال السيدة-جباع/
كنيسة الثلاثة أقمار-بنعفول/
كنيسة سيدة الانتقال-الوردانيّة/
كنيسة سيدة الانتقال-جزين/
كنيسة سيدة الانتقال-كفرحونة/
كنيسة القديس جاورجيوس-روم/
كنيسة القديسة تقلا-وادي الليمون/
كنيسة الملاك ميخائيل-قيتولي/
كنيسة سيدة الانتقال-قتالة/
كنيسة القديس جاورجيوس-دير المزيرعة/
أبرشيّة صور للروم الملكيين الكاثوليك
- نبذة تاريخيّة:

تقع أبرشيّة صور في أقصى لبنان الجنوبي، ومساحتها حوالي 1500كم2، وهي تضمّ أقضية صور وبنت جبيل والنبطيّة. ولكن هذا الأخير، ألحق بأبرشيّة صيدا في أواسط الخمسينات.
يحدّها من الغرب البحر المتوسّط، ومن الشرق خراج قضاءَي مرجعيون والنبطية، ومن الشمال خراج صيدا، ومن الجنوب «الأرض المحتلة».
المسيحيّة في أرض صور، نشأت مع السيد المسيح نفسه. فقد أتاها مع تلاميذه، كما روى ذلك الإنجيل المقدّس بحسب بشارة مرقس (7/ 24-30)، وفيها أجرى أعجوبة شفاء، لفتاة مبتلاة بمرض عضال، استجابة لطلب أمّها الملحّ وإيمانها العظيم بقدرته.
ومن الأكيد أنّ هذه الأعجوبة تمّت على أرض صور، لأنّه بعد إجراء الأعجوبة، يقول الإنجيل: «ثمّ غادر أرض صور ومرّ في صيدا».
ويؤكّد سفر أعمال الرسل (ا 2/ 3-7) أنّ جماعات مسيحيّة تكوّنت في مدينة صور، بعد سنوات قليلة من قيامة السيّد المسيح وصعوده. ويخبرنا أنّ بولس الرسول إبّان صعوده إلى أورشليم، بعد جولته الرسوليّة الثالثة، في مدن آسيا الصغرى وبلاد اليونان، توقّف في شهر نيسان من سنة 58، في مدينة صور، ومكث فيها أسبوعًا كاملاً مع التلاميذ. وهذه الجماعة المسيحيّة الأولى نمت وكثرت، لاسيّما بعد أن نالت المسيحيّة حرّية انتشارها وممارسة شعائرها على يد الملك قسطنطين الكبير سنة 311.
وفي هذه اللمحة التاريخيّة لا بدّ من ذكر واحد من أعظم النوابغ الذين عرفتهم المسيحيّة في صور، في عهدها الأول، ألا وهو المعلّم الكبير أوريجنّوس. فقد أتى إلى هذه المدينة سنة 237 ليعلّم في مدارسها، ومات فيها شهيد إ يمانه على يد الوثنيين، ودفن في كنيستها سنة 235.
وفي القرن الرابع أخذ كرسيّ صور أهميّة كبرى، فأضحى الكرسيّ الأوّل في البطريركيّة الأنطاكيّة، وأعطي لقب «متروبوليت» أي أنّ كراسيّ أسقفيّة كثيرة كانت خاضعة له.
الكنيسة الكاتدرائيّة:
إن كاتدرائيّة القديس توما في صور للروم الكاثوليك، هي من أجمل كنائس الشرق. هذا ما كان يردّده مدير عام الآثار في لبنان، الشيخ موريس شهاب. وهذا ما ردّده منذ أشهر قليلة، الجنرال كالاهان القائد الأسبق للقوّات الدوليّة العاملة في الجنوب. فلدى دخوله إلى هذه الكاتدرائيّة، ردّد بذهول وإعجاب: «يا للروعة!»
وقد تمّ بناء هذه الكاتدرائيّة، حوالي سنة 1765، بمساعدة وهمّة رجل الأعمال والتاجر الكبير جريس مشاقة. وهي قائمة فوق آثار ظاهرة لكنيسة صليبيّة، ومن المرجّح أنّ الكنيسة الصليبيّة قامت هي أيضًا على آثار كنيسة بيزنطيّة.
- الكنائس الرعويّة

صور: كاتدرائيّة القديس توما الرسول وكنيسة سيّدة البشارة/
قانا: كنيسة القديس يوسف/
تبنين: كنيسة القديس جاورجيوس/
صفد: كنيسة السيّدة/
برعشيت: كنيسة السيّدة/
دير دغيا: كنيسة القديس جاورجيوس/
النفاخيه: كنيسة القديس توما الرسول/
أبرشيّة بانياس- مرجعيون (قيصريّة فيلبّس)
- نبذة تاريخيّة:

يحدّ هذه الأبرشيّة غربًا أبرشيّة صيدا وصور، وشرقًا جبل حرمون والحدود السوريّة، وشمالاً مجرى الليطاني وأبرشيّة زحلة، وجنوبًا أبرشيّة الجليل وفلسطين.
لقد حاول المؤرّخ يوسيفوس (القرن الأوّل للمسيح) أن يضع تفسيرًا للمدينة، فأطلق عليها اسم «مدينة الله». أمّا الاسم الآخر «قيصرية فيلبس» فيرجع إلى هيرودس الأدوميّ الكبير، الذي أعاد بناء هذه المدينة في عهد الإمبراطور تيباريوس قيصر وأهداها إلى ابنه فيلبّس.
كانت الأبرشيّة قديمًا أوسع مما هي عليه اليوم، إذ كانت تشمل مساحات كبيرة. واقعة في الأراضي السوريّة والفلسطينيّة.
- الكنائس في أبرشيّة مرجعيون:

كاتدرائيّة القديس بطرس – جديدة مرجعيون/
كنيسة السيّدة – جديدة مرجعيون/
كنيسة القديس ماما – دير ميماس/
كنيسة مار يوسف – برج الملوك/
كنيسة القديس بطرس - بانياس/
كنيسة سيّدة الانتقال – راشيا الوادي/
كنيسة السيدة – كفرمشكي/
كنيسة السيّدة – الكفير/
كنيسة سيدة الانتقال –حاصبيا/
كنيسة القديس نيقولاوس – بلاط/
كنيسة التجلي –راشيا الفخار/
كنيسة السيدة – الخيام/
كنيسة السيّدة - القنيطرة/
أبرشية الفرزل وزحلة والبقاع للروم الملكيين الكاثوليك
انظر أيضا: أبرشية الفرزل وزحلة والبقاع للروم الملكيين الكاثوليك
- معلومات عامة

تشمل ابرشية الفرزل وزحلة والبقاع مدينة زحلة وقضاءها وقضاء البقاع الغربي. وتمتد على مساحة حوالي الف كيلومتر مربع.
• يحدها شرقاً: سلسلة جبال لبنان الشرقية، التي تفصلها عن الابرشية البطريركية في دمشق وبانياس.
• غرباً: سلسلة جبال لبنان الغربية التي تفصلها عن ابرشية بيروت.
• شمالاً: حدود ابرشية بعلبك، بعد بلدة نيحا.
• جنوباً: حدود ابرشية صيدا – بلدة السريرة.
يبلغ عدد أبناء الطائفة الملكية الكاثوليكية في الابرشية حوالي 120 الف شخص كثيرون منهم يعيشون خارج الابرشية.
عدد الرعايا 36 بين رعية كبيرة ورعية صغيرة.
يؤمن خدمة هذه الرعايا 32 كاهناً من الجمعيات الرهبانية والإكليروس الابرشي.
عدد الكنائس في الابرشية 52 كنيسة بين راعوية وشبه راعوية وخاصة.
يبرز بينها مقام خاص لسيدة زحلة والبقاع بُنيَ على أجمل تلة من التلال المشرفة على المدينة، وقد أصبح مزاراً مشهوراً يقصده المؤمنون من البقاع ولبنان والبلاد العربية...
- نبذة تاريخية

تأسست ابرشية الفرزل وزحلة والبقاع في أوائل القرن الخامس للمسيحية. مؤسسها هو المطران القديس بردانوس. وتعرف في الدوائر الرومانية بالاسم اللاتيني Mariamne وكان مركزها الأول في بلدة الفرزل.
سنة 1727 انتقل مركز المطرانية إلى مدينة زحلة بعد أن تم بناء مجموعة غرف في الطابق الأرضي من المطرانية الحالية.
وكان اسقفها الأول، في هذه المرحلة، المطران افتيموس فاضل الذي أعلن اتحاده وكنيسته اتحاداً كاملاً ونهائياً مع رأس الكنيسة الكاثوليكية قداسة الحبر الاعظم اسقف روما.
من سنة 1727 إلى يومنا الحاضر تعاقب على إدارة هذه الابرشية أربعة عشر مطراناً.
- رعايا وكنائس مدينة زحلة: (1986-1987)

مار إلياس الطوق –الراسيّة/
مار إلياس (مارونيّة)-وادي العرايش/
سيدة الانتقال – سيدة النجاة
مار تقلا – مار تقلا –
مار إلياس – مار إلياس المخلصيّة –
القديس جاورجيوس – حارة التحتا/
مار يوحنا – عين الدوق/
الملاك مخائيل – حارة التحتا/
مار يوسف – حوش الأمراء/
القديس باسيليوس-كسارة/
القديس جاورجيوس-المعلّقة/
مار إلياس-المعلّقة/
مار يوسف-الميدان/
مار يوحنا-حوش الزراعنة/
القديسة بربارة-البربارة/
السيّدة-قاع الريم/
- رعايا وكنائس قضاء زحلة:

سيّدة النياح-الفرزل التحتا/
سيّدة البشارة-الفرزل الفوقا/
سيّدة النياح-أبلح-نيحا/
القديس جاورجيوس-ؤياق/
سيّدة النياح-حوش حالا/
القديس جاورجيوس-تربل/
مار إلياس-عين كفرزبد/
القديس جاورجيوس-كفرزبد/
القديس جاورجيوس-دير الغزال/
مار إلياس-برّالياس-عنجر/
القديس جاورجيوس-الدكوة/
سيّدة التعزية-جلالا-تعلبايا/
مار إلياس-شتورة/
الملاك مخائيل-جديتا/
سيّدة النياح-قبّ إلياس/
- رعايا وكنائس البقاع الغربيّ:

القديس جاورجيوس-المنصورة/
القديس جاورجيوس-جب جنين/
مار إلياس-خربة قنافار/
القديس جاورجيوس-كفريا/
سيّدة النياح-صغبين/
مار تقلا-دير عين الجوزة/
مار يوحنا-باب مارع/
القديس جاورجيوس-عيتنيت/
سيّدة النياح-مشغره/
مار إلياس (مارونيّة)-عانا/
سيّدة الوحدة والسلام-عميق/
مار بطرس وبولس (مارونيّة)-تل دنوب/

## الأبرشيّات الملكيّة في سوريا
أبرشية حلب للروم الكاثوليك
نبذة تاريخيّة: هي من أقدم أبرشيات البطريركيّة الأنطاكيّة.
وكانت تدعى حلب في العهد الهلنستيّ وبيرويا في العهد البيزنطي. وتوطدت فيها المسيحيّة منذ عهد الرسل. وأوّل أسقف معروف لها، هو القديس أوستاتيوس الذي أصبح بطريرك أنطاكية، ولعب بهذه الصفة دورًا هامًا في المجمع النيقاويّ (عام 325)، وكان من أقوى المدافعين عنه.
وأشهر أساقفة حلب، في عصر الآباء الذهبيّ، أكاكيوس (379-433)، الذي لعب دورًا هامًا في حياة الشرق والكنيسة طيلة نصف قرن. وكان المؤرخ الشهير ثاوذوريطس أسقف قورش، صديقًا له، وكان يزوره مرارًا، معرّجًا في طريقه على منسك القديس سمعان العموديّ.
بعد المجمع الخلقيدونيّ (عام 451)، انقسمت كنيسة حلب بين مؤيّد ومعارض له، إنّما ظلّ أنصاره (الملكيّون) أصحاب النفوذ في حلب.
ولمّا دخلت حلب تحت الحكم العربيّ، عام 637، كانت الكاتدرائيّة التي بُنيت في العهد البيزنطيّ (والتي لا تزال آثارها قائمة اليوم، في المدرسة الحلوية) في حوزة الملكيين، وظلّوا يصلّون فيها حتى عام 1114، قبل أن تحوّل إلى مسجد، كردّة فعل على تعدّيات الفرنجة (الصليبييّن) من إمارة انطاكية.
وإثر اجتياحات المغول والتتر، لاسيّما بعد اجتياح تيمورلنك (عام 1400)، تشتت المسيحيّون، ونزحوا عن حلب. وفي مطلح القرن السادس عشر، بعد الفتح العثمانيّ (1615)، أخذوا يعودون إلى حلب، بتشجيع من السلطان سليم. وتنظّم المسيحيّون مجددًا في المدينة، وأصبح الملكيّون، في مطلع القرن السابع عشر، أكبر كتلة مسيحية في حلب، وهم يشكّلون
وحدهم نصف عدد الملكيّين في البطريركيّة الأنطاكيّة. وجعل عدّة بطاركة، من حلب مقرًا لهم. وعرفت حلب، في ذلك العصر، نهضة اقتصاديّة وأدبيّة ودينيّة رائعة، وجعل منها المرسلون الغربيّون مركز إشعاعهم في الشرق.
أصبحت جماعة الملكيين في حلب، عام 1700، مناصرة في أغلبيّتها الساحقة، للاتحاد مع روما، إلا أنّ الحلبيّن ماكانوا يرضون، مع ذلك، بالقطيعة مع الكنيسة الشرقيّة الأرثوذكسيّة، ففي عام 1724، اعترفوا بالبطريرك سلفستروس، منتخب اقسطنطينية الأرثوذكسيّ، لا بالبطريرك كيرلس طاناس، منتخب كاثوليك دمشق. إلا أنّهم ثاروا على سلفسترس لتعصّبه، وليتخلّصوا من سلطته ارتبطوا مباشرة بالبطريرك المسكونيّ، الذي وعد بمنحهم أسقفًا متساهلا. إلا أنّه بعد قرار مجمع انتشار الإيمان بمنع الاشتراك بالقدسيّات مح الأرثوذكس (1729) استحصل الحلبيّون، وكانوا متنفذين في بلاط إسطنبول، على الاعتراف باستقلال أبرشيتهم، والاعتراف بمرشحهم الكاثوليكيّ مكسيموس حكيم. وكان مكسيموس حكيم في شركة مع البطريرك كيرلس طاناس، وتمكّن من المكوث في ابرشيّة حلب، من عام 1732حتى 1757، ما عدا فترات متقطعة اضطر فيها إلى اللجوء إلى لبنان، حيث مكث في دير الملاك ميخائيل في الذوق. وفي عام 1830على أثر معاهدة لندن، التي عقبت حرب تحرير اليونان، اعترفت السلطة العثمانيّة بالكاثوليك، الذين تحرروا من ثمّ من سلطة الأرثوذكس. ورافق ذلك، دخول جيوش إبراهيم باشا المصريّ إلى سوريا، وكان في حاشيته العديد من الروم الكاثوليك. فتمكن المطران غوريغوريوس شاهيات (1833-1843). ويقدر عدد أتباع الأبرشبة بحوالي 18,000 نسمة.
أبرشيّة اللاذقيّة
نبذة تاريخيّة:
إن أبرشيّة اللاذقيّة، هي أحدث أبرشيات الروم الكاثوليك في البطريركيّة الأنطاكيّة. فقد تأسست عام 1961، وكانت في مطلع هذا القرن، مرتبطة بأبرشيّة طرابلس (لبنان)، تؤلّف معها في واقع الأمر، أبرشيّة واحدة ذات مساحة واسعة جدًا.
وإنّ هذه المساحة الشاسعة وصعوبة الاتصالات بين الرعايا، حملتا سينودس كنيسة الروم الملكيين الكاثوليك، على تقسيم أبرشيّة طرابلس قسمين نتج عنهما أبرشيتان، الواحدة في لبنان والثانية في سورية. واحتفظت الأبرشيّة اللبنانيّة باسم أبرشية طرابلس، أما الأبرشيّة السورية فحملت اسم أبرشية اللاذقيّة. واسمها الرسميّ اليوم هو «أبرشية اللاذقية وطرطوس وتلكلخ ومصياف».
وقبل شطر أبرشيّة طرابلس الواسعة، جاء الآباء المرسلون البولسيّون في عام 1929، إلى القسم السوريّ منها، والمعروف آنذاك باسم «وادي النصارى» وبنوا فيه الكنائس ومراكز للتعليم المسيحيّ وعملوا فيه عملاً رسوليًا جليل الأهميّة.
وتعدّ اليوم أبرشيّة اللاذقيّة وتوابعها حوالي 13,000 نسمة من الروم الكاثوليك، وهي لا تزال واسعة المساحة، إذ تضمّ محافظة اللاذقيّة وطرطوس ومنطقتي تلكلخ ومصياف. وفي هذه الأبرشيّة ثلاثة مراكز رئيسية، هي مركز اللاذقيّة على الشاطئ، ومركز صافيتا في محافظة طرطوس، ومركز مرمريتا في منطقة تلكلخ. ويقدر عدد أتباع الأبرشية بحوالي 15,000 نسمة.
أبرشية حمص حماه ويبرود
نبذة تاريخية:
تمتد أبرشيّة حمص وحماه ويبرود على رقعة جغرافيّة في أواسط سوريا، تجعل منها إحدى أوسع
الأبرشيات مساحة، ضمن حدود البطريركيّة الملكيّة الأنطاكيّة. فمساحتها تبلغ 56,000 كلم².
وهي موزّعة على ثلاث محافظات، محافظة حمص، ومحافظة حماه وجزء من محافظة ريف دمشق.
وكانت هذه الأبرشية، في القديم، ثلاث أبرشيّات منفصلة: حمص ولها مطرانها، وحماه ولها
مطرانها، ويبرود في القلمون ولها مطرانها، ويرقى تاريخ جمعها في أبرشيّة واحدة، إلى عهد السعيد
الذكر البطريرك مكسيموس الثالث مظلوم، الذي رسم لها حدودها القائمة حاليّا، في إطار إعادة
تنظيم شامل للكنيسة الملكيّة، واختار لها راعيًا الأرشمندريت ميخائيل عطا من زحلة، الذي
أصبح سنة 1849 أول أسقف للأبرشيّة الموحّدة، تحت اسم المتروبوليت غوريغوريوس.
وفي الأبرشية مقرّان أسقفيان رئيسان: واحد في مدينة حمص والثاني في مدينة يبرود. ويستمدّ
المقرّ الأول أهميّته من تعاظم الدور الذي لمدينة حمص، - ثالثة مدن القطر السوريّ - في حياة أبناء
الطائفة، سواء المتواجدون منهم فيها أصلاً وهم أبناء عائلات عريقة وناشطة وإن لم تكن أعدادهم كثيفة، أم أبناء الريف المحيط بحمص، وهم بأعداد أكثر كثافة، وعلى تفاعل حياتيّ متزايد مع
المدينة. أمّا المقرّ الثاني في يبرود، فلا يقلّ أهميّة عن المقرّ الأول، لما لهذه المدينة النامية المتطوّرة
باستمرار، من ثقل عدديّ، ومن وزن تاريخيّ في حياة الأبرشيّة. فكنيستها هي إحدى أقدم الكنائس المسيحيّة في سوريا. وليبرود كذلك ميزة تفاخر بها بحق، وهو سخاؤها بالدعوات الكهنوتيّة والرهبانيّة، وفضلها من هذا القبيل هو على الطائفة عامّة، والرهبانيات خاصّة، للرجال كانت أم للنساء، شرقيّة كانت أم غربيّة. أما نصيب الأبرشيّة من هذه الدعوات الفائضة فيكاد لا يذكر. ويقدر عدد أتباع الأبرشية بحوالي 70,000 نسمة.
أبرشيّة بصرى وحوران وجبل العرب
نبذة تاريخيّة: يرئسها حاليا المتروبوليت نيقولاوس انتيبا.
تمتدّ مساحة هذه الأبرشيّة على كل منطقة جنوب سوريا ومركزها الرئيسي بلدة خبب. ويحدّها من الجنوب الأردن، ومن الشمال أبرشية دمشق البطريركيّة، ومن الغرب أراضي الجولان الخصبة، ومن الشرق بادية الشام الواسعة الأطراف. وإننا لا نعرف تمامًا، متى تواجد المسيحيون في منطقة حوران، علمأ بأن الكثيرين من المؤرّخين الكنسيين، يقولون بأنّ أوّل أسقف على مدينة بصرى، كان تيمون، أحد الشمامسة السبعة. ونعرف أيضًا أسماء بعض المطارنة، الذين شغلوا كرسي بصرى، بين القرن الثالث والقرن الثاني عشر. فكانت بصرى «أم القرى»، وكانت حسب كتاب الأب شارون «تاريخ البطريركيّات الملكيّة»، الجزء الثالث، تتزعّم من عشرين إلى ثلاث وعشرين أسقفيّة. ولا نزال حتى اليوم، نجد آثار كنائس، وأديرة، مبعثرة هنا وهناك، كما كانت الحياة الرهبانيّة والنسكيّة، متطوّرة في حوران، إذ نجد آثار اديار كثيرة.
أما اليوم، فإن عدد المسيحيين، لا يزيد على 15% من نسبة السكان الإجماليّة، وهم يعيشون على مساحة تزيد على 11,500 كلم². ويقدر عدد أتباع الأبرشية بحوالي 27,000 نسمة.

## الأبرشيات في الأرض المقدسة

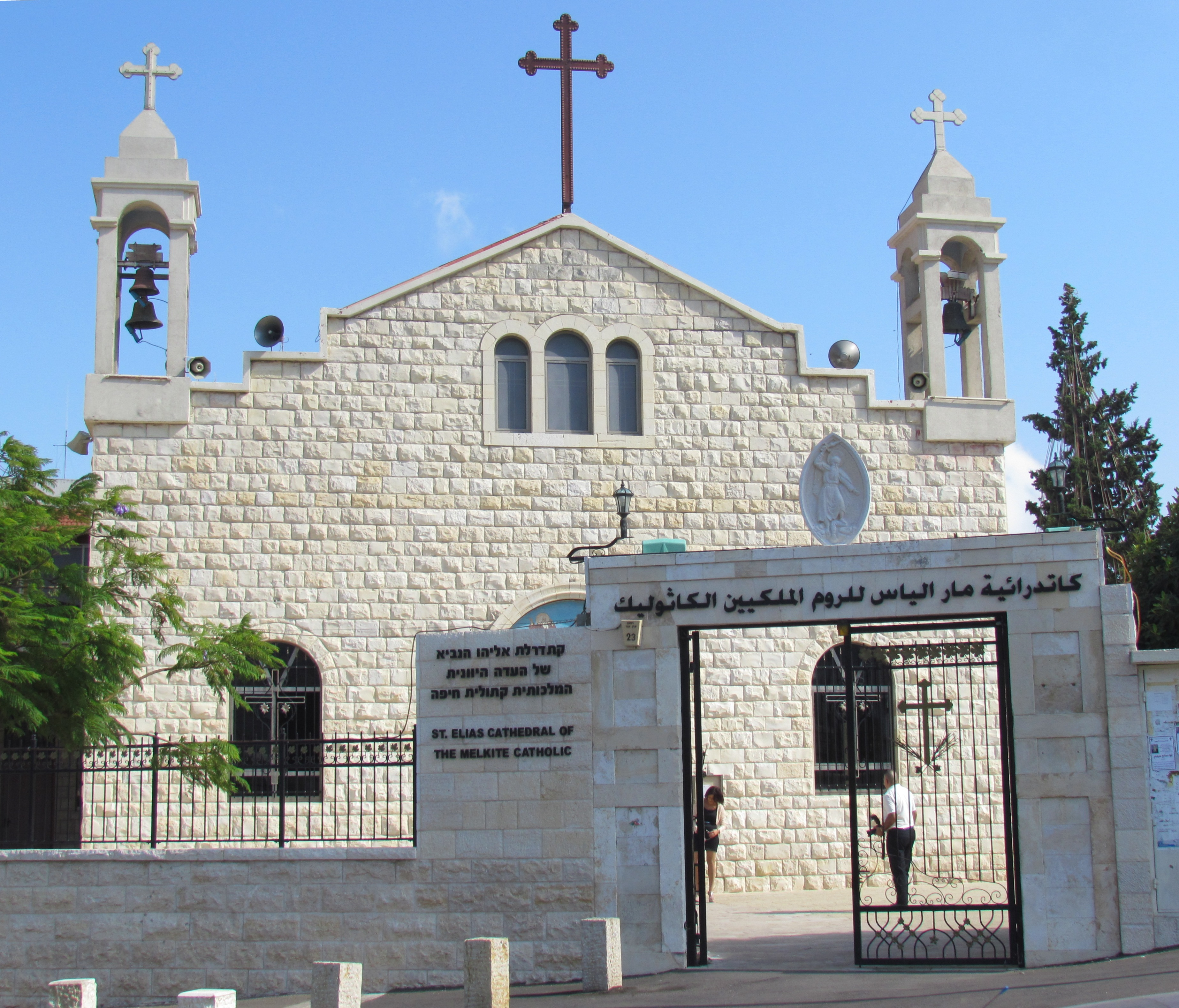
كاتدرائية مار إلياس للروم الكاثوليك في مدينة حيفا؛ وهي مقر أبرشيّة عكا وحيفا والناصرة وسائر الجليل.

أبرشيّة عكا وحيفا والناصرة وسائر الجليل للروم الملكيين الكاثوليك
انظر أيضا: أبرشية عكا وحيفا والناصرة وسائر الجليل للروم الملكيين الكاثوليك
- نبذة تاريخيّة:

لقد هاجر قسم من الكنيسة الملكية إلى فلسطين ومصر حيث تشكلت جماعات محلية. وأدى هذا الوضع إلى توسع سلطة البطريركية في القدس سنة 1772 ببركة البابا اكليمندوس الرابع عشر. ومنذ سنة 1837، يحمل بطريرك الملكيين لقب بطريرك أنطاكيا وسائر المشرق والإسكندرية والقدس. تنقسم الكنيسة الملكية في الأراضي المقدسة إلى ثلاث أبرشيات منفصلة ومستقلة. الأولى هي الإكسرخسية البطريركية الملكية في القدس التي تقع في مدينة القدس القديمة قرب بوابة يافا وتضم 3500 مؤمن في 8 رعايا في القدس وبيت لحم وجوارها، في رافيديا ورام الله وطيبة. كما تشمل ثلاث مدارس وخمس جماعات رهبانية وتقشفية. الثانية هي أبرشية عكا الملكية التي لم يستقر فيها الأساقفة الملكيون الأوائل إلا ابتداءً من سنة 1804. تتألف الأبرشية من 32 رعية و12 جماعة دينية ونسكية. وسنة 1982، أنشئت في حيفا دار لإعادة دمج المعتقلين المحررين. كما تدير الأبرشية 7 مدارس وتضم حوالي 63000 مؤمن –أكبر جماعة مسيحية في الجليل.
 أبرشية البتراء وفيلادلفيا للروم الملكيين الكاثوليك
- نبذة تاريخيّة:

وهي الأبرشية الثالثة هي أبرشية البتراء و فيلادلفيا الملكية التي أسسها السينودس الملكي المقدس سنة 1932 بموافقة من روما. ويشكل الكرسي الجديد للبتراء-فيلادلفيا أبرشية تمتد سلطتها في الأردن ويقع مقرها في عمان. هذا وتضم 31000 مؤمن، وتتألف من 31 رعية وتشمل 6 جماعات رهبانية و10 مدارس. إشارة إلى أن كنيسة الروم الكاثوليك في الأراضي المقدسة وفي سائر الشرق الأوسط هي كنيسة نابضة بالحياة ونشيطة، بخاصة في مجالات الحركة المسكونية والحوار مع المسلمين.

## الأبرشيات في بلاد المهجر
- أبرشية نيوتن في الولايات المتحدة الأميريكية (1966)،
- أبرشية البرازيل (1971)،
- أبرشية كندا (1980)،
- أبرشية أستراليا (1987)،
- أبرشية المكسيك (1988)،
- أبرشية فنزويلا (1990)،
- أبرشية الأرجنتين (2002)

## النيابات البطريركية
- نيابة بطريركية في فرنسا (20,000 روم كاثوليك) ورعية صغيرة في باريس (منذ 1850) وفي مرسيليا (منذ 1822).
- نيابة بطريركية في إيطاليا وكنيسة صغيرة في روما (منذ 1972)
- نيابة بطريركية في بلجيكا وكنيسة صغيرة في بروكسل (منذ 1980)
- نيابة بطريركية في الكويت (منذ 1972)
- نيابة بطريركية في العراق (منذ 1838)
- نيابة بطريركية في تركيا (لغاية 1970)

## الإكليريكيات
- إكليريكية القديسة حنة الكبرى (الرّبوة)
- إكليريكية في الولايات المتحدة (نيوتن)
- إكليريكيات تابعة للرهبانيات (المخلصية – الحلبية – الشويرية – البولسية)

## الرهبانيات
- الرهبانية الباسيلية المخلصية: هي أقدم وأكبر رهبانية (100 راهب) تأسست سنة 1683.
- الرهبانية الباسيلية الشويرية (تأسست سنة 1710)
- الرهبانية الباسيلية الحلبية (تأسست سنة 1710)
- الجمعية البولسية (تأسست سنة 1903)
- الراهبات الباسيليات المخلصيات (تأسست سنة 1733)
- الراهبات الباسيليات الشويريات (تأسست سنة 1737)
- الراهبات الباسيليات الحلبيات (تأسست سنة 1740)
- راهبات المعونة الدائمة (تأسست سنة 1946)
- راهبات سيّدة الخدمة الصالحة (تأسست 1950)
- دير سيّدة البشارة لراهبات الناصرة (تاسس سنة 1962)
- دير عمانوئيل لراهبات بيت لحم (تأسس سنة 1965)
- دير كرمل الوحدة - أم الله – لراهبات حريصا (تأسس سنة 1962)

## الهوامش
1. 1 2  Faulk (2007), pp. 9-10
2. 1 2  Ronald Roberson. "The Eastern Catholic Churches 2010" (PDF). Catholic Near East Welfare Association. مؤرشف من الأصل (PDF) في 11 أكتوبر 2017. اطلع عليه بتاريخ December 2010. {{استشهاد ويب}}: تحقق من التاريخ في: |تاريخ الوصول= (مساعدة) Information sourced from Annuario Pontificio 2010 edition
3. ↑  Joseph Absi elected patriarch of the Melkite Greek Catholic Church | News , Lebanon News | THE DAILY STAR نسخة محفوظة 26 يوليو 2017 على موقع واي باك مشين.
4. ↑  "Church History". Melkite Greek Catholic Patriarchate. مؤرشف من الأصل في 2012-03-21.
5. ↑  Joffe، Lawrence (28 يوليو 2001). "Obituaries: Maximos V: Spiritual leader of a million Christians". The Guardian (London). ص. 22. {{استشهاد بخبر}}: الوسيط |تاريخ الوصول بحاجة لـ |مسار= (مساعدة)
6. ↑  "Church History". Melkite Greek Catholic Patriarchate. مؤرشف من الأصل في 2012-03-21.
7. ↑  "Church History". Melkite Greek Catholic Patriarchate. مؤرشف من الأصل في 2007-03-05.
8. ↑  Parry, (1999), p. 312
9. ↑  ."إذ هم [ أي العرب ] يطلقون على اليونانيين اسم الروم" عن أمين معلوف، الحروب الصليبية كما رآها العرب. ANEP - دار الفارابي ص20. ما بين العاقفين ليس في النص الأصلي.
10. ↑  Melkite Greek Catholic Archeparchy of Damascus نسخة محفوظة 15 يوليو 2017 على موقع واي باك مشين.
11. ↑  Archdiocese of Alep [Beroea, Halab] (Melkite Greek) نسخة محفوظة 28 مارس 2019 على موقع واي باك مشين.
12. ↑  Greek-Melkite Archdiocese of Latakia نسخة محفوظة 8 مايو 2019 على موقع واي باك مشين.
13. ↑  Archdiocese of Homs (-Hama-Jabrud) (Melkite Greek) نسخة محفوظة 28 مارس 2019 على موقع واي باك مشين.
14. ↑  Christians in Syria: Current Situation and Future Outlook نسخة محفوظة 14 مارس 2020 على موقع واي باك مشين.

## طالع
- قائمة الكنائس في بيروت